# Mahakudagala
Mahakudagala är ett berg i Sri Lanka.   Det ligger i provinsen Centralprovinsen, i den centrala delen av landet, 110 km öster om huvudstaden Colombo. Toppen på Mahakudagala är 2 100 meter över havet, eller 285 meter över den omgivande terrängen. Bredden vid basen är 3,0 km.
Terrängen runt Mahakudagala är bergig norrut, men söderut är den kuperad. Runt Mahakudagala är det tätbefolkat, med 570 invånare per kvadratkilometer. Närmaste större samhälle är Nuwara Eliya, 10,3 km sydväst om Mahakudagala. I omgivningarna runt Mahakudagala växer i huvudsak städsegrön lövskog.